# Plavce
Plavce (cyr. Плавце) – wieś w Serbii, w okręgu jablanickim, w gminie Bojnik. W 2011 roku liczyła 233 mieszkańców.